# Cacia multirustica
Cacia multirustica là một loài bọ cánh cứng trong họ Cerambycidae.